# Kunst- und Gewerbeverein Regensburg
Der Kunst- und Gewerbeverein Regensburg e. V. in Regensburg ist ein Verein, der auf zwei Vorläufer zurückgeht, dem 1838 gegründeten Kunstverein und dem 1847 ins Leben gerufenen Gewerbeverein. Der Kunst- und Gewerbeverein Regensburg gehört heute zu den ältesten Vereinen seiner Art in Deutschland, ist mit seiner Doppelfunktion aber eine Ausnahme. Er hat sich die Förderung und Vermittlung der bildenden Kunst zur Aufgabe gemacht.

## Geschichte
Die Gründungsversammlung des Kunstvereins Regensburg fand am 12. Mai 1838 im Gesellschaftshaus des Regensburger Stadttheaters statt. Als damaliges Vereinslokal und Ausstellungsort dienten die Räume im 2. Stock des ehemaligen fürstlich-primatischen Residenzgebäudes (Domplatz 6). Bereits im Gründungsjahr hatte der Verein rund 250 Mitglieder. Zwischendurch befanden sich die Ausstellungsräume im Thon-Dittmer-Gebäude, nachdem die Stadt 1856 das repräsentative Gebäude erworben hatte. Später musste man in das sog. Neue Haus im Stadttheater und ins Runtingerhaus in der Keplerstraße ausweichen. Ab 1884 stand der Kunstverein unter dem „Protektorat“ des fürstlichen Hauses Thurn und Taxis, was nicht nur einen jährlichen Geldzuschuss bedeutete, sondern auch das Ansehen steigern sollte. Die Folgen des Ersten Weltkriegs brachten das Vereinsleben und die materiellen Ressourcen fast völlig zum Erliegen. Im Jahre 1923 erfolgte die Zusammenarbeit und Unterstützung durch den Gewerbeverein Regensburg. Dieser wurde 1847 im damaligen Weinhaus „Zum goldenen Spiegel“ (heute: Spiegelgasse 4) in Regensburg von einem Kreis von Gewerbetreibenden gegründet.
Im März 1925 erfolgte dann die Fusion von Kunstverein und Gewerbeverein, seit seiner Gründung logiert er in der Ludwigstraße 6. Treibende Kraft dieser Entwicklung war unter anderen der Verlagsbuchhändler Gustav Bosse. Der Zusammenschluss brachte neuen Elan, das Vereinshaus wurde renoviert und rund acht Ausstellungen pro Jahr organisiert. Ein Hauptanliegen des Kunst- und Gewerbevereins ist die Förderung der heimischen Künstlerschaft, der in einer jährlichen Ausstellung eine besondere Plattform geboten wird; zunächst unter dem Namen „Jahresschau Oberpfälzer Künstler und Kunsthandwerker“.

### Zeit des Nationalsozialismus
Als nach der Machtübernahme der Nationalsozialisten auch der Regensburger Kunst- und Gewerbeverein in die Nationalsozialistische Kulturgemeinde eingegliedert wurde, „musste er nicht erst gleichgeschaltet werden“. Der damalige Vereinsvorstand, Gustav Bosse, war schon 1924 für die rechtsextreme Deutschnationale Partei in den Regensburger Stadtrat gewählt worden, dem er bis 1929 als Mitglied der „Deutschnational-völkischen Fraktion“ angehörte. Mit diversen Organisationen der NSDAP arbeitete Bosse schon 1933 zusammen. Wie andernorts wurde 1933 auch im Regensburger Kunst- und Gewerbevereine im Zuge der Gleichschaltung das geforderte nationalsozialistische „Führerprinzip“ und der sogenannte „Arierparagraph“ eingeführt. Vereinsmitglied konnte nur noch werden, wer ‚arischer Abstammung‘ und nicht mit Angehörigen der ‚jüdischen Rasse‘ verheiratet ist. Jüdische Mitglieder wurden ausgeschlossen.
Als zweiter Vereinsvorstand agierte damals Walter Boll, seit 1928 Konservator der Stadt Regensburg, ab 1933 Mitglied der SA und ab 1934 Obmann der NS-Kulturgemeinde. Im Januar 1936 wurde unter den Vorständen Bosse und Boll die Vorgängerversion der Ausstellung „Entartete Kunst“ in der Ludwigstraße gezeigt. Ursprünglich sollte sie nur 14 Tage gezeigt werden, sie wurde dann aber verlängert und war vom 12. Januar bis 2. Februar in Regensburg zu sehen. Anlässlich der Ausstellung lobte der damalige Bürgermeister Hans Herrmann, SS-Fördermitglied und NSDAP-Mitglied seit 1935, den NS-Obmann Boll für seine Verdienste für die „Wiederaufrichtung einer reinen und echten“ deutschen Volkskultur; andererseits sprach er von einer angeblichen „jüdisch-bolschewistische(n) Kulturverhöhnung“ und forderte die „Ausmerzung und Überwindung aller artfremden Elemente und undeutschen Erscheinungen in Wissenschaft und Kunst, in Funk und Film“.
In den Räumen des Vereins wurden ab 1933 neben „Kunst und Kunstgewerbe der Bayerischen Ostmark“ auch Ausstellungen nationalsozialistischen Inhalts präsentiert, beispielsweise „Gesundes Volk“ (1937), „Seefahrt tut not!“ (Gauausstellung de NS-Lehrerbundes, 1941), „Männer unserer Zeit – Bildnisse hervorragender Männer der drei Wehrmachtsteile und der Waffen-SS, der Partei, des Staates und der Wirtschaft sowie von Staatsmännern der befreundeten Nationen“ (Farbfotographien des Filmberichterstatters im Führerhauptquartier, 1944).
Als Gustav Bosse 1941 aus Krankheitsgründen zurücktrat, übernahm NS-Oberbürgermeister Otto Schottenheim zusammen mit Walter Boll bis Kriegsende 1945 die Vereinsführung.

### Neustart nach Kriegsende
Nach dem Ende des NS-Regimes startete bereits im November 1945 die erste Ausstellung in der Ludwigstraße. Die Initiative dafür ergriff die „Vereinigung bildender Künstler Regensburg“. Unter den 14 Künstlern dieser Vereinigung waren unter anderem Otto Baumann und Max Wissner, die während der NS-Zeit ungebrochen ausstellen durften.
1946 wurde eine neue Vorstandschaft gewählt.

## Vorsitzende des Kunst- und Gewerbevereins seit 1925
- Hans Schricker (1925–1927)
- Gustave Bosse (1927–1941)
- Otto Schottenheim (1941–1945)
- Georg Kellner (1946–1952)
- Franz Gerstl (1952–1967)
- Richard Wiedamann (1967–-1969)
- Richard Achatzy (1969–1977)
- Helmut Kruczek (1978–1996)
- Rupert Preißl (1997–2003)
- Alfred Böschl (2003–2012)
- Georg J. Haber (seit 2012)